# SONS OF ALL PUSSYS
SONS OF ALL PUSSYS（サンズ オブ オール プッシーズ）は、日本の3人組ロックバンド。通称・略称は、主に「S.O.A.P.（読み：ソープ）」が用いられている。
2002年に元L'Arc〜en〜CielのドラマーであるSakuraから「Kenと音を出したい」という話があり、これをきっかけにKen（L'Arc〜en〜Ciel）、Sakura、そして日本でファッションモデルとして活動していたKenの友人であるEinの3人で結成されたバンドである。
このバンドでは当初、ハードロックやオルタナティヴ・ロックに寄った楽曲を制作・発表していたが、徐々に様々なアプローチで楽曲制作を行うようになり、約5年間ほど不定期で活動が続けられた。また、2003年から2004年にかけてS.O.A.P.主催によるライヴイベント「BUBBLE FESTiVAL」を開催。このイベントには、HYDEやacid androidといったL'Arc〜en〜Cielのメンバーのソロプロジェクトに加え、清春、La'cryma Christi、MONORAL、LUNKHEADといったバンドが参加している。さらにS.O.A.P.は、2003年にロック・フェスティバル「SUMMER SONIC 03」に出演している。なお、S.O.A.P.は現在までに、ミニアルバム3作品、シングル1作品、映像作品3作品を発表しているが、2006年に出演したライヴイベントを最後に活動が止まっている。
マネジメントはL'Arc〜en〜Cielと同様に、MAVERICKが担当。所属レーベルはMAVERICK内に設けられた、DANGER CRUE RECORDS。

## 概要

### 結成の経緯
Kenが在籍するロックバンド、L'Arc〜en〜Cielは2001年の半ばあたりから、各メンバーがソロ名義での活動を開始するようになり、事実上の活動休止状態となっていた。ただ、Kenは1998年以降に様々なスケジュールが積層していたため疲労感があったようで、音楽活動を約1年ほど行っていなかった。後年Kenは、この頃を振り返り「最初は何をしようかな〜ってポカンとしてた。曲を作るにしてもL'Arc〜en〜Cielと同じ感覚でやってみたけど、変わり映えがない分何でコレを1人でやらなきゃいけないんだ？って思っちゃって。ここに向かって進めばいいっていうアイコンが欲しかったんだけど、そのアイコンが全部ラルクとダブって、ラルクじゃなかったら何がしたいのか、自分でも1年以上見えなかった」「（動いていない時期は）麻雀と野球しかしてなかった」と述懐している。
一方で、L'Arc〜en〜Cielの元ドラマーであるSakuraは2001年の秋頃に、自身が在籍するロックバンド、ZIGZOを解散させることが決まり、今後どういった音楽活動をするか考えていたという。そこでSakuraは、「Kenちゃんと音を出したい」と率直な気持ちをKenに伝えたという。その後、KenとSakuraの話し合いの中でEinをメンバーに迎える話題があがり、2002年5月に3人でバンド合宿を行うことにする。そして同年8月9日に札幌KRAPS HALLでファーストライヴを行い、SONS OF ALL PUSSYSの活動が本格的に始まることになった。こういった経緯でバンドが結成されたため、明確な結成日を誰も把握していない。実際に本人達は「本当にゆる〜く始めたバンドだから結成日なんかは全くわかりません」と語っている。そこでバンド名の略称「S.O.A.P（=石鹸）」にちなみ、「いい風呂の日（=1126）」という語呂合わせから、後付けで11月26日がSONS OF ALL PUSSYSの記念日に設定されている。
なお、Ken曰く、Sakuraからの誘いに対し、最初は後ろ向きだったという。Kenは音楽雑誌『GiGS』の2003年1月号のインタビューの中で、当初バンド結成に後ろ向きだった理由について「ラルクで一緒にやってたころのSakuraだったら、俺はやりたくなかった。その身体を使う部分でちゃんとリンクしないとダメだし、人間的な様々なことでも、理解し合うまで投げてしまわない関係性が欲しかったから。で、それができないなら、お互いのためにやめとこうっていう話をした」と語っている。また、Kenは同インタビューの中で、再びSakuraと音を出すことを決めたことについて「Sakuraがいた頃のラルクでは、味方内でも撃ち合ってた気がするけど、ここではそうじゃないっていう話ができた時かな。俺はメンバー全員を味方の武器に思いたい。機材ひとつとっても、スネアを変えるなら、その音色がベースをバン！って撃つんじゃなくて、全員が外に向けて撃つんだってこと。中に対してじゃなくね。そういう部分でSakuraと理解し合えたのと、俺なりのソロに対するヴィジョンが見えてきた時期が一致したから」「ライヴの時だけじゃなくリハでも何でも、毎回その時が楽しくないとって。無駄かもしれないけど、俺もリハだからって気の抜けたソロは弾かないように心掛けるし、そういう感覚を今はSakuraと共有できてる」と述べている。
ベーシストとして招かれたEinは、日本でファッションモデルをやっていたKenの友人であり、趣味の一環で購入した音楽ソフトやシンセサイザーを使い音源制作をしていたものの、本格的にバンドでベースを弾いた経験がほとんどなかったという。KenはEinを誘った経緯について「遊んでる時の会話の中に、趣味の視点として一緒だって思える部分とか、面白いって思える部分が多々あって、そういうメンタリティーのつながりとセンスと、人として信用できるっていうのがあったから。あとはベース弾けりゃバッチシじゃんって（笑）。ベーシストっていうより、もう1人仲間が要るんだったらあいつだなと。すぐ音源をってことだったら弾ける人間を選ぶけど、そうじゃなくて時間を掛けて…逆にその掛けてる時間が良いんだって思ったから」と語っている。また、Sakuraは「Einはベーシストとしては初心者かもしれないけど、音的な世界観の美意識は持っているからね。彼のセンスに対する信頼感はあるよ」と述べている。なお、EinはKenの誘いを受けた背景について「あくまで（Kenとは）友達として知り合ったんで、一緒に組んで何かやるとか、そういうつもりは全然なかったんですけどね。結局、彼の人間性に一番惹かれたんでしょうね。波長が合うというか。少なくとも僕はそう思ってます」と述べている。余談だが、EinとKenはS.O.A.P.結成の約3年前ごろに、共通の知人を介して知り合ったという。その後親交を深め、一緒に映画鑑賞したり、食事に出かけていたという。なお、EinはL'Arc〜en〜Cielの楽曲「HEAVEN'S DRIVE」と「LOVE FLIES」のミュージック・ビデオに出演したことがある。
ちなみに、Einはドイツ・ベルリン生まれで、日本人（母親）とドイツ人（父親）のハーフであるが、6歳頃から日本に住んでいるため流暢に日本語を話すことができる。なお、Ein曰く、ベルリンに住んでいた幼少期からデヴィッド・ボウイが好きで、他にはヴェルヴェット・アンダーグラウンドやキング・クリムゾン、U2などをよく聴いていたという。余談だが、他のメンバーがライヴのMCで「ドイツから輸入してきました」とEinを紹介したり、さもEinが日本語を喋れないようにみせる演出を時折していたことから、バンド活動当初はEinがドイツ語しか流暢に喋れないと誤解する観客もいたという。また、Einは対バンライヴを行う際に、対バン相手のファンを当惑させるため、わざと片言の日本語を喋っていたこともあった。
こうして結成されたSONS OF ALL PUSSYSは、2002年8月のファーストライヴを経て、翌2003年2月に1stミニアルバム『GRACE』を発表する。その後も作品リリースとライヴ活動を断続的に展開していったが、2006年に開催された所属レーベル主催のライヴイベント「天嘉 -伍-」に出演して以降は事実上の活動休止状態となった。現在もSONS OF ALL PUSSYSとしての活動は行われておらず、2010年6月26日にはバンドの公式サイト内のサービスを一時終了することが発表されている。

### 音楽性・楽曲制作
SONS OF ALL PUSSYSが最初期に制作した楽曲は、Kenが学生時代に好きだったハードロックや、1980年代後半から1990年代にかけて隆盛だったオルタナティヴ・ロックに寄ったものが多い。
具体的には、最初期の頃はKenが敬愛するジェフ・バックリィであったり、スマッシング・パンプキンズから影響を受けた音源が多い。Kenは2003年に受けたインタビューの中で、当初目指していた音楽的な方向について「（結成した）当時口にしてたのはスマッシング・パンプキンズとかジェフ・バックリィだったけど、こういう空気感っていう程度」と述べており、1stアルバム『GRACE』に収録された「A Song For You」や「PRIVATE RELIGION」はこの当初のコンセプトを意識し制作したという。ただ、3人での楽曲制作を重ねていくにつれ、様々な方向性にアプローチしていくようになっていった。なお、S.O.A.P.ではL'Arc〜en〜Cielでの楽曲制作・ライヴ制作と異なり、同期モノの少ないサウンド作りが為されている。kenは、S.O.A.P.でのギターアプローチについて「自然にローコードが増えてきたり、同期モノがないから、ベースと歌との間を埋めていくような雰囲気のギターが増えてきてはいるね」と述べている。
SONS OF ALL PUSSYSの楽曲制作は、L'Arc〜en〜Cielでもメインコンポーザーを務めているKenが中心となって行われているが、SakuraやEinが作詞・作曲を担当した楽曲も発表されている。また、KenがL'Arc〜en〜Cielとして活動していた頃や、S.O.A.P.を結成する前にデモを制作していた楽曲も発表されている。2ndミニアルバム『gimme A guitar』に収録された楽曲「gimme A guitar」は結成前からデモがあり、シングル「Paradise」のカップリングとして収録された楽曲「Moving on」は発表の約10年以上前からデモ音源が存在していた。
また、ボーカルは基本的にギターを弾くKenが担当している。Kenは結成後に受けたインタビューで、自身がボーカルを担当することにした経緯について「俺が高校とか中学の時好きだった音楽の匂いが凄く欲しかったから、歌はとりあえずギリギリ一杯でないとって（笑）。しかもライヴとかレコーディングだけじゃなく、みんなで音出してる時はいつも目一杯歌い続ける人。それを想像したらもう、自分で歌おうかなと。まぁ、いたらいたでっていう感覚のまま、探してもないけど」と語っている。また、Sakuraは「俺は最初からKenちゃんが歌うべきだろうと思ってた」「"歌はどうする？"ってKenちゃんが言った時も"歌えば"って（笑）。歌うことやトリオ・バンドとしてスタートすることによって、それぞれがまた新しい財産を作るんじゃないかなと思うし、何よりKenちゃんはミュージシャンとして、かなりの表現力を持ってるから」と述べている。なお、楽曲によっては、ベースのEinがメインボーカルを担当している。

### ライヴ
SONS OF ALL PUSSYSが開催する「ライヴ」は、基本的に「リサイタル」と呼ばれており、各公演には「第〇回 （地域名）FESTiVAL」というタイトルが付けられている。
また、バンド名の略称「S.O.A.P（=石鹸）」にちなみ、バンド主催で行うライヴイベントには「BUBBLE FESTiVAL」という題が付けられている。なお、このイベントにはHYDEやacid androidといったL'Arc〜en〜Cielのメンバーのソロプロジェクトに加え、清春、La'cryma Christi、MONORAL、LUNKHEADといったバンドが参加している。
余談だが、S.O.A.P.の女性ファンには「ソープ嬢」から取り、「S.O.A.P.嬢」という愛称が付けられている。

#### エピソード
- SONS OF ALL PUSSYSが主催するライヴには、基本的に前説がある。前説はS.O.A.P.のマネージャー（通称：巨泉さん、別名：スーさん）が担当している。なお、前説のコンセプト・内容は全て、ドラマーのSakuraが考えており、内容の詳細は公式サイトのDiealleyに記載されていた。ちなみにコンセプトは地方ネタが多く、登場S.E.もそれにちなんでいることが多い（例：納豆ショー、放水ショー）。
- 所属レーベルのDanger Crue Records主催で年末に行われるライヴイベント「天嘉」において、SONS OF ALL PUSSYSは翌年の干支に関連性の有るものを演奏の際に着用したり、ステージに設置していた。ちなみに申年を控えていた2003年の「天嘉 -弐-」では、猿のコスチュームを着て登場している。さらに亥年を控えていた2006年の「天嘉 -伍-」では、ステージ上の左右に猪の子供であるウリ坊のオブジェを設置していた。なお、このオブジェの片方は、入場チケットの半券を送った者を対象に、抽選でプレゼントされている。
- 2003年に開催されたロック・フェスティバル「SUMMER SONIC 03」へ出演するにあたり、SONS OF ALL PUSSYSはバンド名にちなみ、女性器が描かれた巨大な紙の幕を突き破ってバンドが登場する案を考えていた。ただ、この演出はS.O.A.P.のスタッフから止められたという。
- 2004年に開催されたライヴツアー「BUBBLE FESTiVAL冬将軍2004」では、HYDEが寒い地方に行くのを嫌がったKenを慰めるため、花束を贈ったことがある。SONS OF ALL PUSSYSは、このHYDEの厚意に対するお返しとして、 前記のツアーと同時期に行われていたHYDEのソロライヴツアー「HYDE 2004 FIRST TOUR 666」の和歌山GATE公演に、「呪祝! 凱旋帰国 第一回 WAKAYAMA HYDE FESTiVAL[注釈 1]」と墨文字で記載された花輪を送っている。余談だが、HYDEはこの花輪について「最初ハムスターとかを贈るって言われたんだけど、さすがに生き物はねぇ。花輪でよかったです」と語っている。なお、花輪の画像はHYDE公式ファンクラブのWebサイト、HYDEIST内に設けられた写真コーナー「PaParazzi」で一時期見ることができた。

## メンバー
| 名前                                                                           | パート        |
| ------------------------------------------------------------------------------ | ------------- |
| Ken （L'Arc〜en〜Ciel）                                                        | Vocal, Guitar |
| Ein                                                                            | Vocal, Bass   |
| Sakura （ZIGZO, Lion Heads、Creature Creature、Rayflower、ex.L'Arc〜en〜Ciel） | Drums         |

## 来歴
2002年
- 8月9日、 札幌KRAPS HALLでのライヴを行い、SONS OF ALL PUSSYSとしての活動を開始する。
- 12月29日、所属レーベル主催のライヴイベント「天嘉」に出演。

2003年
- 2月6日、1stミニアルバム『GRACE』発売。
- 2月19日 - 8月18日、ライヴツアー「BUBBLE FESTiVAL」を開催。
- 4月26日、2ndミニアルバム『gimme A guitar』発売。
- 5月19日、新宿LOFTにて行われた音楽と人主催のライヴイベント「音楽と人 Presents MUSIC & PEOPLE」に出演。
- 8月3日、幕張メッセ イベントホールで行われたロック・フェスティバル「SUMMER SONIC 03」に出演。
- 10月20日、ライヴビデオ『BUBBLE FESTiVAL 2003-春』をネット限定で発売。なお、翌2004年3月26日には一般店頭販売を開始している。
- 11月26日、3rdミニアルバム『high』発売。
- 12月26日、所属レーベルが主催するライヴイベント「天嘉 -弐-」に出演。

2004年
- 2月1日 - 8月30日、ライヴツアー「BUBBLE FESTiVAL 冬将軍2004」を開催。同年8月30日には日本武道館で「第7回TOKYO BUBBLE FESTiVAL SUPER SUMMER JUMBO BUBBLE FESTiVAL」を開催しており、S.O.A.P.以外にラヴィアンローズ、LUNKHEAD、SUCK DOWN、清春が出演した。
- 7月7日
1stシングル「Paradise」を発売。
ミュージック・クリップ集『ICHIBAN-BLOW』発売。
- 12月25日
所属レーベルが主催するライヴイベント「天嘉 -参-」に出演。
ライヴビデオ『S.S.J.B.F. in 武道館』を上記イベント会場およびネット限定で発売。翌2005年3月26日には一般店頭販売を開始している。

2005年
- 12月25日、所属レーベルが主催するライヴイベント「天嘉 -四-」に出演。

2006年
- 12月25日、所属レーベルが主催するライヴイベント「天嘉 -伍-」に出演。

2020年
- 11月16日、各種音楽配信サービスにおいて、単曲配信ならびにサブスクリプションサービス（定額制音楽配信）を開始。

## ディスコグラフィー

### スタジオ・アルバム
（※）いずれの作品もミニアルバムという形態で発表されている
|     | 発売日         | タイトル       | 規格              | 規格品番                 | 最高順位 |
| --- | -------------- | -------------- | ----------------- | ------------------------ | -------- |
| 1st | 2003年2月6日   | GRACE          | 12cmCD アナログ盤 | DCCA-9011 DCCA-19 DCCA-1 | 23位     |
| 2nd | 2003年4月26日  | gimme A guitar | 12cmCD アナログ盤 | DCCA-9012 DCCA-21 DCCA-2 | 25位     |
| 3rd | 2003年11月26日 | high           | 12cmCD アナログ盤 | DCCA-9013 DCCA-23 DCCA-3 | 31位     |

### シングル
|     | 発売日       | タイトル | 規格                              | 規格品番                    | 最高順位 |
| --- | ------------ | -------- | --------------------------------- | --------------------------- | -------- |
| 1st | 2004年7月7日 | Paradise | CD+DVD（初回盤） CD+DVD（通常盤） | DCCA-9014～9015 DCCA-26～27 | 11位     |

### 映像作品

#### ミュージック・クリップ
| 発売日       | タイトル     | 規格 | 規格品番  |
| ------------ | ------------ | ---- | --------- |
| 2004年7月7日 | ICHIBAN-BLOW | DVD  | DCCA-6～7 |

#### ライヴビデオ
|     | 発売日                       | タイトル                | 規格 | 規格品番   | 備考                                                         |
| --- | ---------------------------- | ----------------------- | ---- | ---------- | ------------------------------------------------------------ |
| 1st | 2003年10月20日 2004年3月26日 | BUBBLE FESTiVAL 2003-春 | DVD  | DCBA-5     | ネット販売 一般店頭販売                                      |
| 2nd | 2004年12月25日 2005年3月26日 | S.S.J.B.F. in 武道館    | DVD  | DCCA-10/12 | ライヴイベント「天嘉 -参-」会場およびネット販売 一般店頭販売 |

### 書籍
| 種別         | 発売日        | タイトル                               | 発行                                   |
| ------------ | ------------- | -------------------------------------- | -------------------------------------- |
| バンドスコア | 2004年5月24日 | SONS OF ALL PUSSYS 大全集〜MORODASHI〜 | シンコーミュージック・エンタテイメント |

## ライヴ
2002年
- 8月9日、札幌KRAPS HALL　(※) ファーストライヴ
- 8月28日、京都MUSE HALL
- 9月9日、和歌山GATE　(※) シークレットゲストでHYDEが登場
- 11月26日、福岡DRUM Be-1
- 11月29日、大阪BAYSIDE JENNY

2003年
ライヴツアー「BUBBLE FESTiVAL」
- 2月19日、名古屋ボトムライン (第1回NAGOYA BUBBLE FESTiVAL)
with 東京ピンサロックス、Merry Go Round
- 2月24日、大阪バナナホール (第1回OSAKA BUBBLE FESTiVAL)
with 東京ピンサロックス、IMAGE
- 2月26日、新宿リキッドルーム (第1回TOKYO BUBBLE FESTiVAL)
with 東京ピンサロックス、IMAGE
- 4月27日、名古屋ボトムライン (第2回NAGOYA BUBBLE FESTiVAL)
with HYDE、Merry go round
- 4月28日、名古屋ボトムライン (第3回NAGOYA BUBBLE FESTiVAL)
with HYDE、deadman
- 4月30日、福岡DRUM LOGOS (第1回FUKUOKA BUBBLE FESTiVAL)
with HYDE、ムック
- 5月1日、福岡DRUM LOGOS (第2回FUKUOKA BUBBLE FESTiVAL)
with HYDE、亜矢
- 5月4日、横浜ベイホール (第1回YOKOHAMA BUBBLE FESTiVAL)
with HYDE、亜矢
- 5月6日、宇都宮VOGUE (第1回UTSUNOMIYA BUBBLE FESTiVAL)
with HYDE
- 5月8日、なんばHatch! (第2回OSAKA BUBBLE FESTiVAL)
with HYDE、acid android
- 5月9日、なんばHatch! (第3回OSAKA BUBBLE FESTiVAL)
with HYDE、MONORAL
- 5月14日、赤坂BLITZ (第2回TOKYO BUBBLE FESTiVAL)
with HYDE、TOKYO YANKEES
- 5月15日、赤坂BLITZ (第3回TOKYO BUBBLE FESTiVAL)
with HYDE、東京ピンサロックス
- 8月18日、赤坂BLITZ (SUMMER JUMBO BUBBLE FESTiVAL2003 / 第4回TOKYO BUBBLE FESTiVAL2003)
with La'cryma Christi、GOLD ROCKS & Jimmy(from 44MAGNUM）

2004年
ライヴツアー「BUBBLE FESTiVAL 冬将軍2004」
- 2月1日、岐阜モダンカフェクラブ (第1回 GIFU BUBBLE FESTiVAL)
with Merry Go Round
- 2月3日、長野CLUB JUNK BOX (第1回 NAGANO BUBBLE FESTiVAL)
with CRAVE
- 2月5日、金沢AZホール (第1回 KANAZAWA BUBBLE FESTiVAL)
with CRAVE
- 2月7日、広島クラブクアトロ (第1回 HIROSHIMA BUBBLE FESTiVAL)
with ムック、 IMAGE
- 2月8日、広島ナミキジャンクション (冬将軍2004広島死闘編（笑）)
- 2月10日、熊本DRUM Be-9 (第1回 KUMAMOTO BUBBLE FESTiVAL)
with HUSH
- 2月11日、福岡DRUM Be-1 (第3回 FUKUOKA BUBBLE FESTiVAL)
with HUSH
- 2月15日、仙台CLUB JUNK BOX (第1回 SENDAI BUBBLE FESTiVAL)
with MONORAL
- 2月17日、青森クォーター (第1回 AOMORI BUBBLE FESTiVAL)
with PINKY
- 2月21日、なんばHatch! (第4回 OSAKA BUBBLE FESTiVAL)
with SUCK DOWN、Velvet Spider、acid android
- 2月24日、水戸ライトハウス (第1回 MITO BUBBLE FESTiVAL)
with 東京ピンサロックス
- 2月26日、CLUB CITTA川崎 (第1回 KAWASAKI BUBBLE FESTiVAL)
with HUSH、亜矢
- 3月8日、SHIBUYA-AX (第5回 TOKYO BUBBLE FESTiVAL)
with GUEEN、SUCK DOWN
- 3月9日、SHIBUYA-AX (第6回 TOKYO BUBBLE FESTiVAL)
with Merry Go Round、MONORAL
- 8月30日、日本武道館 (第7回TOKYO BUBBLE FESTiVAL SUPER SUMMER JUMBO BUBBLE FESTiVAL)
with ラヴィアンローズ、LUNKHEAD、SUCK DOWN、清春

### 出演フェス・イベント
| 年     | タイトル                         | 会場                                                   |
| ------ | -------------------------------- | ------------------------------------------------------ |
| 2002年 | 天嘉                             | 12月29日 クラブチッタ川崎                              |
| 2003年 | 音楽と人 Presents MUSIC & PEOPLE | 5月19日 新宿LOFT                                       |
| 2003年 | SUMMER SONIC 2003                | 8月3日 幕張メッセ イベントホール (SONIC/FACTORY STAGE) |
| 2003年 | 天嘉 -弐-                        | 12月26日 日本武道館                                    |
| 2004年 | 天嘉 -参-                        | 12月25日 日本武道館                                    |
| 2005年 | 天嘉 -四-                        | 12月25日 日本武道館                                    |
| 2006年 | 天嘉 -伍-                        | 12月25日 日本武道館                                    |